# 数 (语法)
有的語言中，名词、代词、形容词、动词有数的範疇。大部分區分數的語言中，一般只有單數和複數，而一些語言中亦有雙數（例如阿拉伯語和古希臘語等）、三數（例如多羅馬科語）、微數（Paucal，代表「少數的」）等。像漢語則沒有數的範疇。一般來說，若一種語言具有雙數、三數或微數等， 則一定具有复数。擁有四數以上的自然語言，目前還沒發現：過去認為馬紹爾語（一種用於馬紹爾群島的南島語系語言）和蘇爾蘇隆嘉語的人稱代詞有四數的存在，但現在一般不這麼認為。

## 種類
- 單數：代表只有一個物體。
- 複數：代表有多個物體，一般是該語言所擁有的最大的數以上的數。
- 雙數：代表有兩個物體。
- 三數：代表有三個物體。印度尼西亚的瓦卡西胡语（英语：Larike language）[1]、大洋洲语族、巴布亚新几内亚的穆绍-埃米拉语（英语：Mussau language）、瓦努阿图的拉格语（英语：Raga language）等南岛语言存在三数代词，且主语和谓语要在三数上一致。[2]

## 参看
- 语法范畴